# Corynosoma cameroni
Corynosoma cameroni är en hakmaskart som beskrevs av Van Cleave 1953. Corynosoma cameroni ingår i släktet Corynosoma och familjen Polymorphidae. Inga underarter finns listade i Catalogue of Life.